# Feuerwehrschlüsseldepot

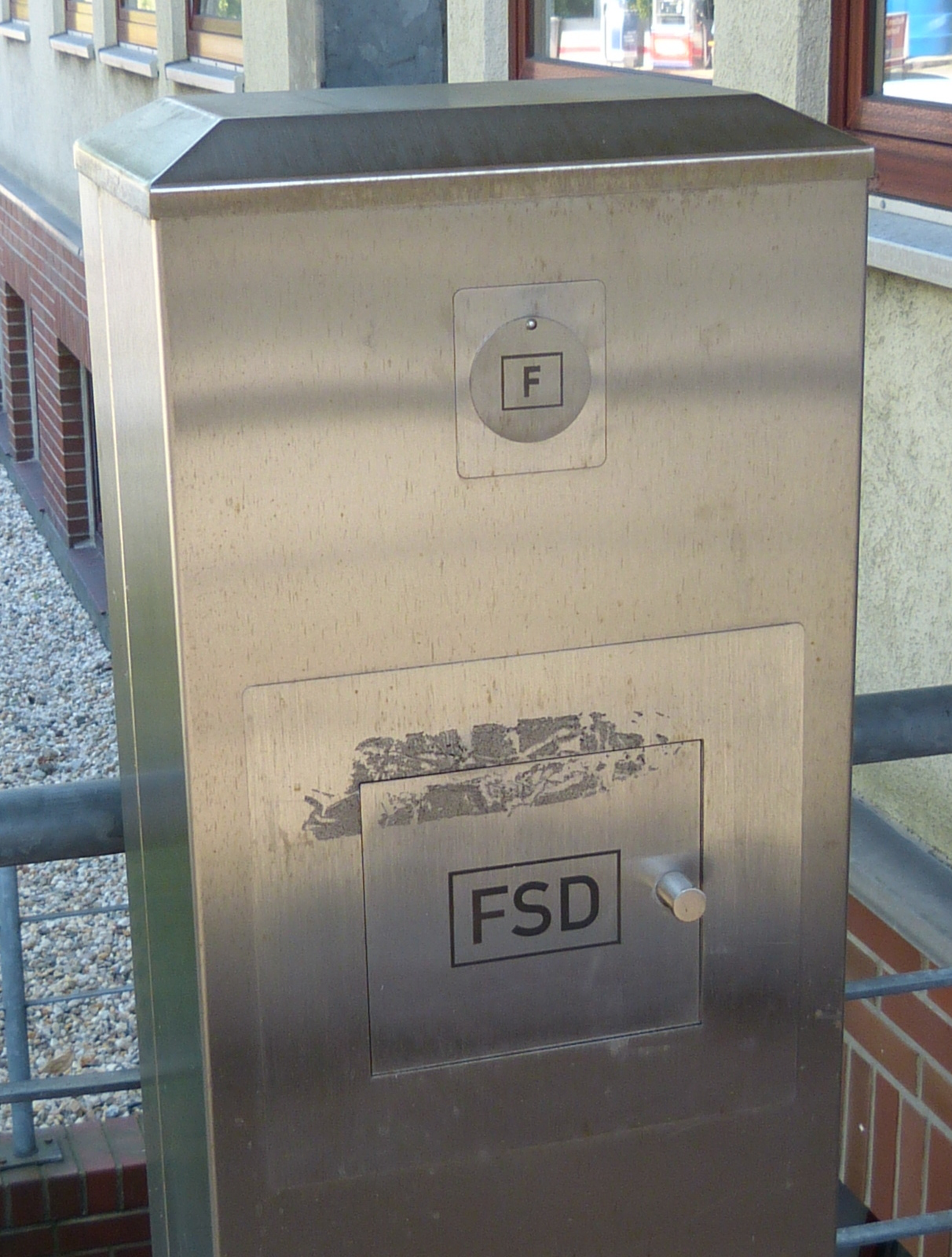
Säule am Zugang zu einer Brandmeldeanlage. Im oberen Bereich ist hinter einer drehbaren Abdeckung das Freischaltelement, darunter befindet sich ein Feuerwehrschlüsseldepot 3.

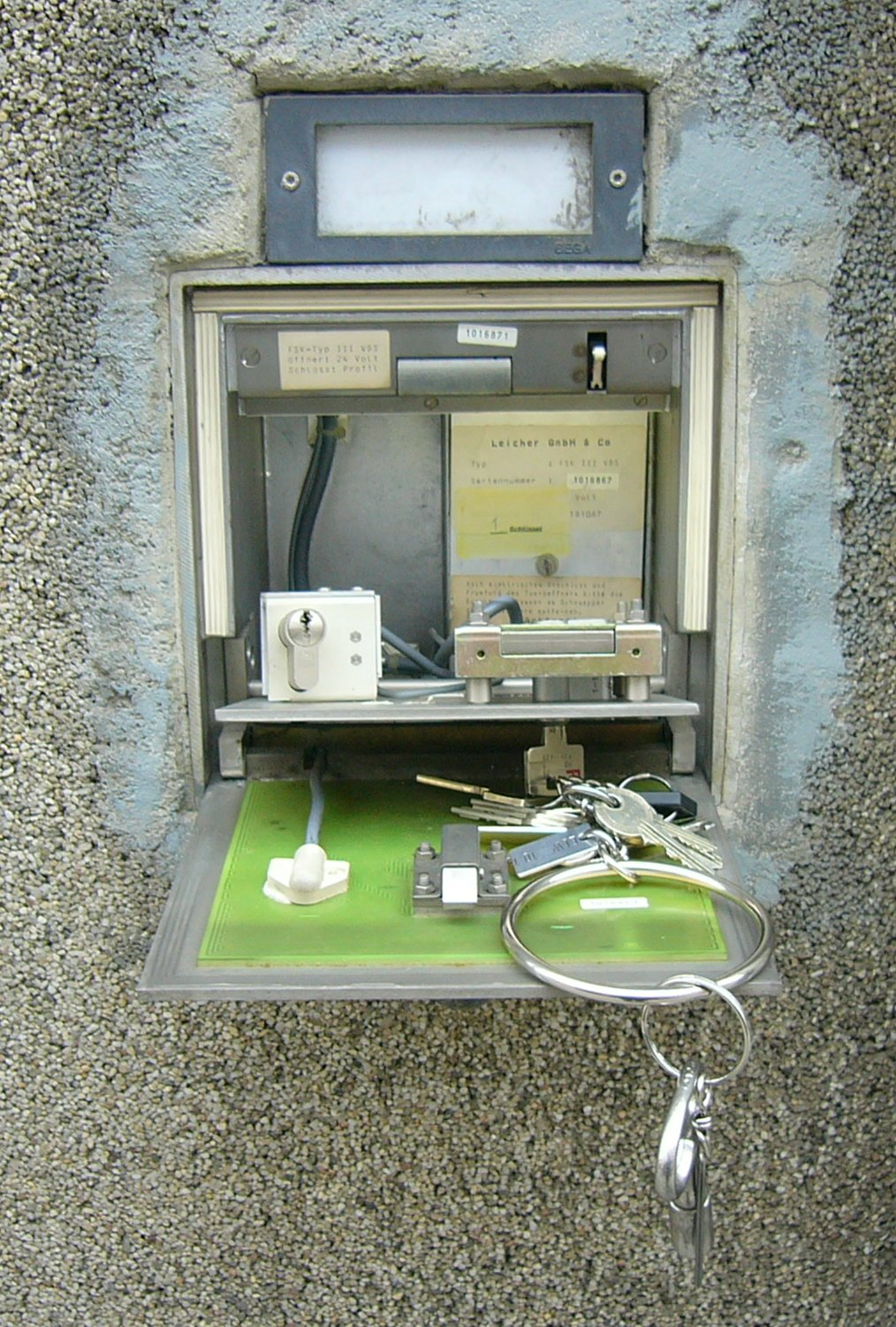
Feuerwehrschlüsseldepot geöffnet

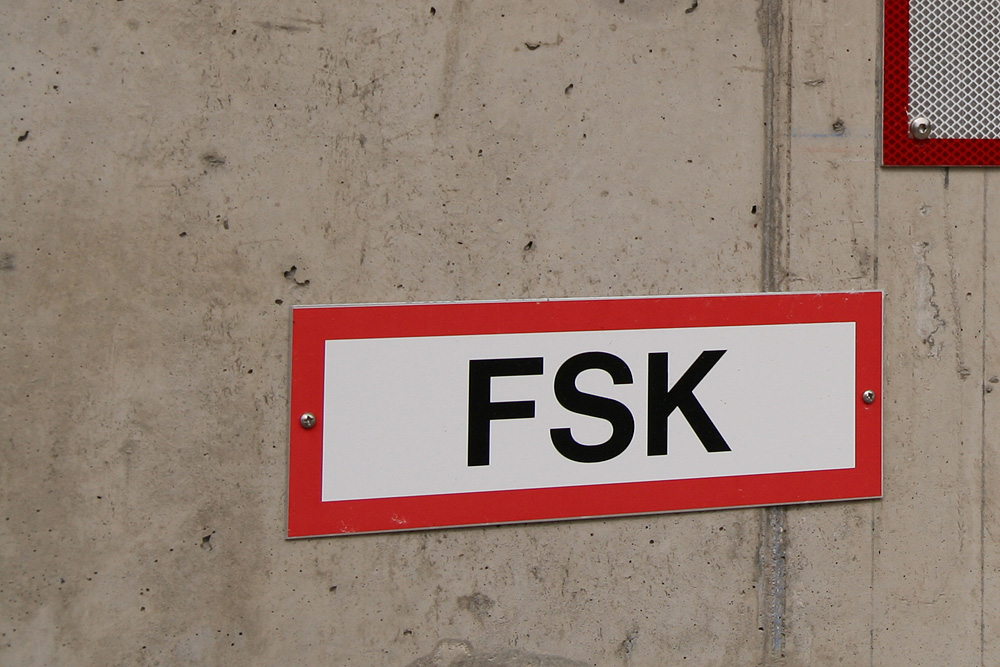
Kennzeichnung des FSK-Standortes

Als Feuerwehrschlüsseldepot (FSD), früher Feuerwehrschlüsselkasten (FSK) wird in Deutschland ein Schlüsseldepot bezeichnet, das auch Bestandteil einer Brandmeldeanlage sein kann. Im Brandfall dient es der Feuerwehr zum zügigen, gewaltfreien und kontrollierten Zugang zu brandgefährdeten Gebäuden und Geländen.
Eine ähnliche Einrichtung ist der in Österreich übliche Feuerwehr-Schlüsselsafe (FSS). Wenn auch gleiche Aufgabe erfüllend, hat er eine andere Funktionsweise

## Aufstellungsort
Ein Feuerwehrschlüsseldepot ist in einer freistehenden Säule (Schlüsseldepotsäule) oder einen Mauerkasten eingebaut. Es wird an einer feuerwehreinsatztaktisch gut zugänglichen, vorzugsweise wettergeschützten Stelle (z. B.: Nischen, Durchgängen, unter Vordächern), neben dem für den Notfall vorgesehenen Objektzugang (z. B. Feuerwehrzufahrt) angebracht.

## Funktionsweise
Wenn im Objekt Alarm durch die Brandmeldeanlage ausgelöst und der Alarm zum Einsatzleitstand der Polizei oder Feuerwehr weitergeleitet wird, wird erst wenn die Leitstelle bzw. die Übertragungseinrichtung den Empfang der Feuermeldung bestätigt hat, die vordere Tür für den Zugang zur Feuerwehrschließung freigegeben. Im Innern des FSD befindet sich eine zweite Tür (Innentür), über deren Schlüssel Feuerwehr und Polizei verfügen. Die Schlüssel der Gebäudetüren werden hinter der Innentür des FSD deponiert.
Für den Fall, dass die Feuerwehr während eines Einsatzes Zugang zum Gebäude oder Gelände benötigt, obwohl die Brandmeldeanlage nicht ausgelöst hat, befindet sich in der Nähe des FSD ein Freischaltelement (Schlüsselschalter), mit dem die Brandmeldeanlage ausgelöst werden kann. Damit einhergehend öffnet sich dann auch das FSD.
Nach einer Brandmeldung darf das FSD erst dann wieder in die Überwachungseinrichtung einbezogen und verriegelt werden, wenn die Schlüssel ordnungsgemäß deponiert sind und die Außentür des FSD geschlossen ist.
Unbemerkter oder unkontrollierter Zugang über das Schlüsseldepot durch unberechtigte Personen ist ausgeschlossen, da jede Art von Manipulation umgehend Sabotage-Alarm auslöst. Das Schlüsseldepot ist elektronisch mit einem Aufbohrschutz gesichert.

## Regelungen
Für die Errichtung eines Schlüsseldepots gelten strenge Richtlinien (z. B. in Deutschland DIN 14675 mit Verweis zur Richtlinie VdS 2105 für Brandmeldeanlagen des jeweiligen Landkreises oder der Berufsfeuerwehr). Häufig erfolgt die Festlegung und Vorgabe für einen bestimmten Hersteller des Feuerwehrschlüsseldepots in die gültigen technischen Anschaltbedingungen. Die Lage des FSD ist auch im Brandschutzplan eines Objektes verzeichnet.
Die DIN 14675-1 teilt die Feuerwehrschlüsseldepots (FSD) in drei Klassen ein:
- Klasse 1: Geringes Risiko, FSD 1, dient zur Verwahrung von Objektschlüsseln (nur Einzelschlüssel mit Einzelschließungen, keine Generalschlüssel), hat jedoch keine Anbindung an die Brandmeldeanlage (BMA).
- Klasse 2: Mittleres Risiko, FSD 2, dient zur Verwahrung von Objektschlüsseln (nur Einzelschlüssel mit Einzelschließungen, keine Generalschlüssel).
- Klasse 3: Hohes Risiko, FSD 3, dient zur Verwahrung von Objektschlüsseln (Generalschlüssel, Schlüssel für Schalteinrichtung). Geräteanforderungen an das FSD 3 sind in VdS 2105 festgelegt.